# Randle (Washington)
Randle es un área no incorporada ubicada en el condado de Lewis en el estado estadounidense de Washington.

## Geografía
Randle se encuentra ubicado en las coordenadas 46°32′7″N 121°57′26″O / 46.53528, -121.95722.